# District de Chicama
Le district de Chicama est l’un des districts de la province d'Ascope dans le département de La Libertad au Pérou.

## Localités
- Chiclín
- Sausal

## Crédit d'auteurs
- (en) Cet article est partiellement ou en totalité issu de l’article de Wikipédia en anglais intitulé « Chicama District » (voir la liste des auteurs).